# هاي كي
هاي كاي (/haɪ-kiː/ ؛ (هانغل: ; هانجا: 하이키) ، وتكتب H1-KEY) هي مجموعة فتيات كورية جنوبية تم تشكيلها وإدارتها من قبل مجموعة جراند لاين (GLG) وسوني للترفيه الموسيقي. تتكون المجموعة من أربعة أعضاء: سيوي ورينا وهويسو وييل. غادرت سيتالا المجموعة في 25 مايو 2022، وتم إضافة هويسو كعضوة جديدة في 14 يونيو 2022. تم إصدار أول ألبوم منفرد لهم، بعنوان Athletic Girl ، في 5 يناير 2022.

## التاريخ

### أنشطة ومقدمات ما قبل الترسيم
كانت ييل متدربة في جاي واي بي إنترتيمنت. كانت رينا تتدرب سابقًا في WM للترفيه. سيتالا، ابنة الممثل والمغني والمنتج التايلاندي الراحل Sarunyoo Wongkrachang ، كانت متدربة سابقة في Lionheart للترفيه. كانت سيوي متدربة في واي جي إنترتيمنت.

#### الجدل حول سيتالا
عندما كشفت GLG النقاب عن عضوة الفرقة التايلاندية سيتالا في نوفمبر 2021، طالب العديد من عشاق موسيقى البوب الكوري في تايلاند إلى إزالتها، حيث كان والدها الراحل مؤيدًا معروفًا للاستبداد العسكري للبلاد الذي أطاح بحكومتين مدنيتين منتخبتين ديمقراطيين في عامي 2006 و2014 انقلاب عسكري. ردًا على رد الفعل العنيف، أصدرت شركة GLG بيانًا في 8 ديسمبر قالت فيه: «لا يمكننا تعريض سيتالا للخطر بسبب ما فعله والدها في الماضي، لأن أنشطته تجاوزت التزاماتها. يمكن أن تكون سيتالا فردًا مهذبًا ومخلصًا، هدفها هو تحسين المجد الوطني لتايلاند. إذا لم يكن هناك الكثير من المشاكل، قوموا بدعمها حتى تتمكن من فعل شيء من أجل بلدها».

### 2021 إلى الوقت الحاضر: الظهور الأول معAthletic Girl، رحيل سيتالا وRun
في 21 ديسمبر 2021، عبر حسابات H1-Key على وسائل التواصل الاجتماعي، تم الإعلان عن جدول ترويجي بأنهم سيظهرون لأول مرة مع أول ألبوم منفرد، Athletic Girl ، مع الأغنية الرئيسية التي تحمل نفس الاسم. قبل الإصدار، أُعلن أن المجموعة ستشترك مع سوني من أجل العروض الترويجية الدولية. 
تم إصدار الألبوم في 5 يناير 2022. أقاموا عرضًا صحفيًا للألبوم في نفس اليوم. ظهرت فرقة H1-Key لأول مرة في 7 يناير 2022 في ميوزيك بانك التابع لقناة لـ KBS2. 
في 25 مايو 2022، أعلنت شركة GLG أن سيتالا قد غادرت الفرقة بسبب ظروف شخصية. 
في 7 يونيو، أُعلن أن الفرقة ستصدر أول ألبوم منفرد لها بعنوان Run في 6 يوليو، مع إضافة عضوة جديدة، هويسو. 

## أعضاء

### الحاليون
- سيوي (서이) - قائدة الفرقة، مطربة [16]
- رينا (리이나) - مغنية [16]
- ييل (옐) - مطربة، مغنية راب [16]
- هويسو (휘서) - مطربة، مغنية راب [16]

### السابقون
- سيتالا (สิตาลา ؛ 시탈라) - مغنية راب، مطربة [17]